# Amo te sola
Amo te sola é um filme de comédia italiano de 1936, dirigido por Mario Mattoli.

## Sinopse
Um famoso compositor napolitano chega a Florença e apaixona-se por uma jovem, Grazia (Milly). Frequenta regularmente um local onde se reúnem os liberais, compõe um hino partidário, sendo depois preso pelas autoridades. Após a sua libertação, leva uma boa vida em Milão, mas tem saudades da Grazia e regressa a Florença.

## Elenco
- Vittorio De Sica
- Milly
- Enrico Viarisio
- Carlo Ninchi